# Haute École spécialisée de Suisse occidentale
 (novembre 2015).

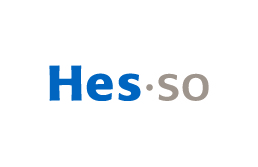

La Haute École spécialisée de Suisse occidentale (HES-SO) est constituée de 28 hautes écoles situées dans les sept cantons de Suisse occidentale.
Avec près de 21 000 étudiants, la HES-SO est la plus grande haute école spécialisée de Suisse et la deuxième plus grande institution universitaire derrière l'Université de Zurich. Elle a obtenu l'accréditation institutionnelle en mars 2019.
En 2016, le classement U-Multirank, créé par la commission européenne, attribue la 14e place à la HES-SO au niveau de l'engagement économique.

## Historique
En 1994, La Conférence des offices cantonaux de formation professionnelle de Suisse romande et du Tessin (CRFP) décide de la création d’une seule Haute École Spécialisée (HES) pour la Suisse occidentale. Au cours des deux années suivantes, le Parlement fédéral vote la loi fédérale sur les HES et l’ordonnance relative à la création et à la gestion des hautes écoles spécialisées (OHES) du 11 septembre 1996 qui précise et fixe les filières d’études, les titres protégés, les mesures de perfectionnement professionnel et de recherche appliquée et développement. En 1997, le concordat intercantonal HES-SO est signé entre les cantons de Berne, Fribourg, Genève, Jura, Neuchâtel, Valais et Vaud. Il lie les sept cantons partenaires et détermine les structures de la HES-SO et ses modes de fonctionnement (domaines sciences de l’ingénieur et architecture, économie et services et arts appliquées).
En 1998, l'accord intercantonal sur les HES règle l’accès aux HES sur le plan intercantonal ainsi que les contributions à fournir, par les cantons de domiciles des étudiantes et étudiants, aux instances responsables de Hautes écoles spécialisées. En 2001, la convention intercantonale HES-S2 crée la Haute École spécialisée santé-social de Suisse romande. Les filières de formation démarrent une année plus tard. En 2007, la HES-SO obtient l’autorisation d’ouvrir ses premières filières Master dans les domaines Ingénierie et Architecture, Économie et Services, Travail social, Santé, Design et Arts visuels. En 2012, la nouvelle convention intercantonale est validée par l’ensemble des parlements des cantons de la HES-SO.

## Domaines d'études et de recherche
La HES-SO propose 68 filières de formation (Bachelors et Masters) ainsi que plus de 250 formations continues (MAS, EMBA, DAS et CAS), regroupées en six domaines : Design et arts visuels, Économie et services, Ingénierie et architecture, Musique et arts de la scène, Santé, Travail social.

## Rectorat
Le premier rectorat de la HES-SO entre en fonction en mars 2014 avec à sa tête Luciana Vaccaro. Il se compose de trois dicastères et d'un secrétariat général. Le mandat de Mme Vaccaro à la tête de l'institution a été reconfirmé pour quatre années en 2017, puis en 2021.
Le Rectorat assure la direction de la HES-SO et sa représentation dans le paysage national et international de l’enseignement supérieur, de la recherche et de l'innovation. Il œuvre en faveur du développement académique et institutionnel de la HES-SO et de ses hautes écoles, notamment en définissant la stratégie globale de développement, en établissant les mandats de prestations y relatifs avec les domaines et les hautes écoles et en veillant à l'accréditation institutionnelle de la HES-SO. Il approuve par ailleurs les règlements et plans d'études ainsi que les conditions d'admission des cycles Bachelor et Master (art. 23 et 24 de la Convention intercantonale HES-SO).

## Hautes écoles composant la HES-SO
La HES-SO est accréditée en tant que Haute école spécialisée. Elle se compose d'un vaste réseau de hautes écoles très diversifiées. Certaines hautes écoles ont une longue histoire (p.ex. La Source) et une identité parfois très affirmée (comme les hautes écoles des domaines artistiques). Dans d'autres cas, c'est plutôt l'institution cantonale qui entretient une identité propre (Haute école ARC, HES-SO Valais-Wallis).
HES-SO Genève
- Haute école de gestion (HEG) de Genève
- Haute école de travail social (HETS) de Genève
- Haute école de santé (HEdS) Genève
- Haute école du paysage, d'ingénierie et d'architecture (HEPIA) de Genève
- Haute école d’art et de design (HEAD) de Genève
- Haute école de musique (HEM) de Genève

Haute école ARC
- Haute école de gestion (HEG) Arc
- Haute école Arc ingénierie
- Haute école Arc santé
- Haute école Arc conservation-restauration

HES-SO Valais-Wallis
- Haute école d’ingénierie
- Haute école de gestion
- Haute école de santé
- Haute école de travail social
- École de design et haute école d'art (EDHEA) du Valais

HES-SO Fribourg
- Haute école d’ingénierie et d’architecture de Fribourg (HEIA-FR)
- Haute école de gestion de Fribourg (HEG-FR)
- Haute école de santé de Fribourg (HEdS-FR)
- Haute école de travail social de Fribourg (HETS-FR)

Hautes écoles vaudoises de type HES
- École cantonale d'art de Lausanne (ECAL)
- Haute école d'ingénierie et de gestion du Canton de Vaud (HEIG-VD)
- Institut et haute école de la santé La Source
- Haute école de musique de Lausanne (HEMU)
- Haute école de travail social et de la santé (HETSL)
- Haute école de santé Vaud (HESAV)

Hautes écoles associées à la HES-SO par une convention
- Changins - Haute école de Viticulture et Œnologie
- École hôtelière de Lausanne (EHL)
- La Manufacture - Haute école des arts de la scène

## Évolution
| \| Sion Lausanne Genève Fribourg Neuchâtel Delémont \| Localisation des directions des hautes écoles HES-SO |
| Sion Lausanne Genève Fribourg Neuchâtel Delémont                                                            |

Le graphique suivant résume l'évolution du nombre d'étudiantes et d'étudiants immatriculés en formation de base (bachelor et master) et formation continue.